# Porion (anatomie)
 (novembre 2023).
Pour les articles homonymes, voir Porion (homonymie).
Le porion est le point du crâne humain situé sur le bord supérieur du conduit auditif externe.
Il se situe sur le bord supérieur du tragus.

## Aspect clinique
Le porion est un des points qui, avec le bord infra-orbitaire, déterminent le plan de Virchow, plan de référence en radiologie crânienne.
Il s'agit d'un repère céphalométrique important en anthropologie biologique et en chirurgie buccale et maxillo-faciale.
La distance entre le porion et l'astérion est l'indice mastoïdien.